# Агнес Ерс
Агнес Ерс (енгл. Agnes Ayres) је била америчка глумица, рођена 4. априла 1898. у Карбондејлу, а преминула 25. децембра 1973. године у Лос Анђелесу.